# Aspalathus rupestris
Aspalathus rupestris är en ärtväxtart som beskrevs av Rolf Martin Theodor Dahlgren. Aspalathus rupestris ingår i släktet Aspalathus och familjen ärtväxter. Inga underarter finns listade i Catalogue of Life.